# MORNIN'…feat.Metis
「MORNIN'…feat.Metis」（モーニン フィーチャリングメティス）は、バブルガム・ブラザーズのシングル。

## 概要
最大のヒット曲『WON'T BE LONG』の続編。

## 収録曲
1. MORNIN'…feat.Metis
作詞・作曲：Bro.KORN
2. 恋パラ
作詞：Bro.TOM／作曲：Bro.KORN
3. MORNIN'…feat.Metis instrumental
4. 恋パラ instrumental